# Леофвин Годвинсон
Леофвин Годвинсон (англ. Leofwine; ок. 1035 — 14 октября 1066) — англосаксонский аристократ, эрл Кента (с 1057 года), представитель дома Годвина и младший брат короля Гарольда II, активный участник обороны Англии от нормандских завоевателей.

## Биография

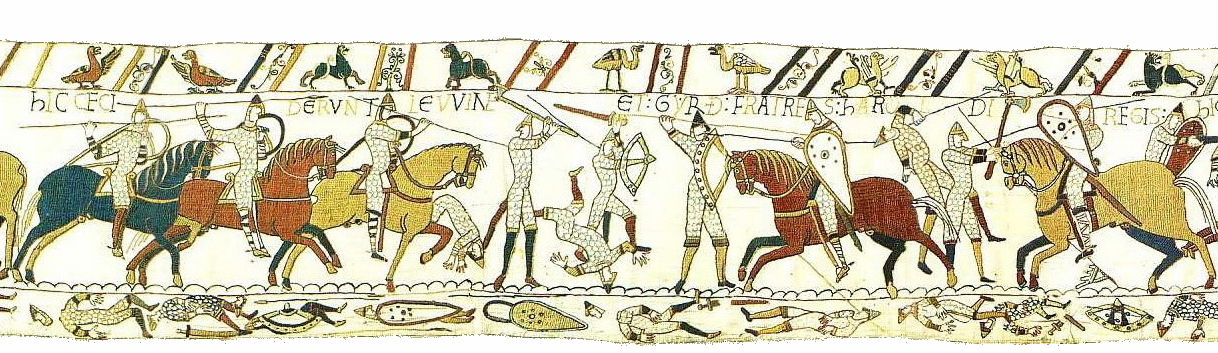
Смерть Леофвина и Гирта Годвинсонов. Фрагмент гобелена из Байё

Леофвин был пятым сыном Годвина, эрла Уэссекса, крупнейшего и самого влиятельного магната Англии первой половины правления короля Эдуарда Исповедника. Когда в 1051 г. король добился изгнания Годвина и его семьи, Леофвин отправился вместе со своим старшим братом Гарольдом в Ирландию. Там они набрали флотилию кораблей и, соединившись с военными силами отца, в 1052 г. высадились в Англии и заставили короля Эдуарда согласиться на возвращение владений и влияния семье Годвина.
После смерти эрла Годвина в 1053 г. его владения унаследовал старший сын Гарольд. Леофвин ок. 1057 г. получил титул эрла с властью над следующими графствами: Кент, Эссекс, Миддлсекс, Гертфордшир, Суррей и, возможно, Бакингемшир. Леофвин и другие сыновья Годвина вместе контролировали бо́льшую часть англосаксонского королевства. Влияние Годвинсонов ещё более усилилось после избрания в начале 1066 г. Гарольда королём Англии.
Леофвин вместе со своей дружиной участвовал в обороне страны в период норвежского и нормандского вторжений 1066 г. и погиб в битве при Гастингсе.